# Monterey Park (Kalifornia)
Monterey Park város az USA Kalifornia államában, Los Angeles megyében. Lakosainak száma 61 096 fő (2020. április 1.).

## Népesség
A település népességének változása:

| 2010 | 60 269 |
| 2020 | 61 096 |